# Accent on Africa
Accent on Africa è il 27° album di Julian Cannonball Adderley, pubblicato dalla Capitol Records nel 1968.

## Descrizione
Il disco fu registrato a New York nel corso del 1968, nelle note reperite sul disco sono riportate le date del 23 settembre 1968 e del 7 ottobre 1968, che in realtà corrispondono alle session del disco precedente; anche il luogo è errato.

## Tracce
Lato A
1. Ndo Lima – 3:49 (Joe Zawinul)
2. Hamba Nami – 3:32 (Julian Cannonball Adderley)
3. Khutsana – 3:58 (Julian Cannonball Adderley)
4. Up and at It – 3:36 (Wes Montgomery)

Lato B
1. Gumba – 5:31 (Julian Cannonball Adderley)
2. Marabi – 2:50 (Julian Cannonball Adderley)
3. Gun-Jah – 4:23 (Julian Cannonball Adderley)
4. Lemadima – 3:38 (Julian Cannonball Adderley)

## Musicisti
Cannonball Adderley Band
- Julian Cannonball Adderley - sassofono elettrico alto, sassofono elettrico soprano
- H.B. Barnum - arrangiamenti, conduttore musicale
- Nat Adderley - cornetta
- Sconosciuto - pianoforte, harpsichord
- Sconosciuto - chitarra
- Sconosciuto - basso
- Earl Palmer - batteria, percussioni
- Sconosciuti - sezione fiati
- Sconosciuti - voce
- Sconosciuti - sezione ritmica